# Cantonul Tiercé
Cantonul Tiercé este un canton din arondismentul Angers, departamentul Maine-et-Loire, regiunea Pays de la Loire, Franța.

## Comune
- Briollay
- Cheffes
- Écuillé
- Feneu
- Montreuil-sur-Loir
- Soucelles
- Soulaire-et-Bourg
- Tiercé (reședință)